# Первобытное общество

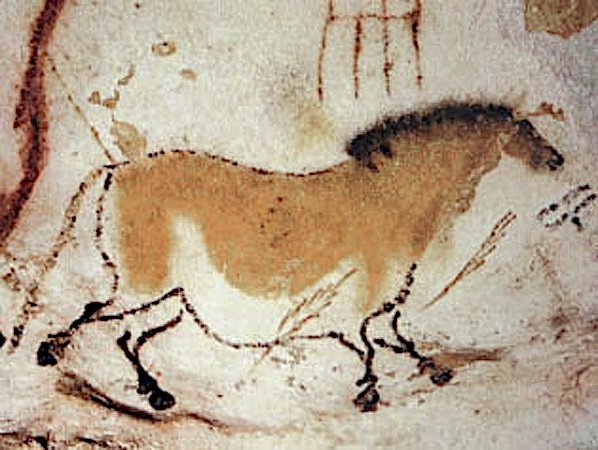
Наскальная живопись в пещере Ласко, Франция, примерно 14 тысяч лет до н. э., верхний палеолит

Первобы́тное о́бщество (также доисторическое общество, доисторическая эпоха) — период в истории человечества до изобретения письменности, после которого появляется возможность исторических исследований, основанных на изучении письменных источников.
Термин доисторический вошёл в употребление в XIX веке. В широком смысле слово «доисторический» применимо к любому периоду до изобретения письменности и до начала письменной истории, начиная с момента возникновения Земли 4,5 млрд лет назад, но в узком — только к доисторическому прошлому человека разумного. Обычно в контексте дают указания, какой именно «доисторический» период обсуждается, например, «доисторических обезьян миоцена» (23—5,5 млн лет назад) или «Homo sapiens среднего палеолита» (300—30 тыс. лет назад). Поскольку, по определению, о данном периоде нет письменных источников, оставленных его современниками, информацию о нём получают, опираясь на данные таких наук, как археология, этнология, палеонтология, биология, геология, антропология, археоастрономия, палинология, археогенетика.
Поскольку письменность появилась у разных народов в разное время, ко многим культурам термин доисторический либо не применяется, либо его смысл и временные границы не совпадают с человечеством в целом. В частности, периодизация доколумбовой Америки не совпадает по этапам с Евразией и Африкой.
Поскольку данные о доисторических временах крайне редко касаются личностей и даже не всегда говорят что-либо об этносах, основной социальной единицей доисторической эпохи человечества является археологическая культура. Все термины и периодизация эпохи, такие как: бронзовый или железный век, являются ретроспективными и, в значительной степени, условными, а их точное определение является предметом обсуждения.

## Терминология
Синонимом «доисторического периода» является термин «праистория» («преистория»), который в русскоязычной литературе употребляется реже, чем аналогичные термины в зарубежной литературе (англ. prehistory, нем. Urgeschichte).
Для обозначения финальной стадии доисторической эпохи какой-либо культуры, когда сама она ещё не создала своей письменности, но уже упоминается в письменных памятниках других народов, в зарубежной литературе нередко используется термин «протоистория» (англ. protohistory, нем. Frühgeschichte). Для замены термина первобытнообщинный строй, характеризующего общественное устройство до возникновения власти, некоторыми историками используются термины «дикость», «анархия», «первобытный коммунизм», «доцивилизационный период» и другое. В российской литературе термин «протоистория» не прижился.
В марксизме используется термин первобытнообщинный строй, означающий самую первую общественно-экономическую формацию. По мнению традиционных историков, марксистов, и не только марксистов все члены общества в это время находились в одинаковом отношении к средствам производства, и способ получения доли общественного продукта, который принято называть «первобытный коммунизм», был единым для всех.
В связи с разными названиями одного и того же вида первобытного общества с обобществлённой собственностью и до возникновения власти, цивилизации, государства, частной собственности среди историков различных классических школ и теорий о возникновении власти для названия этого вида общественного устройства принято пользоваться общепринятым термином «первобытнообщинный строй».
Неклассические историки отрицают само существование общин и первобытнообщинного строя, взаимосвязь, идентичность власти.
От следующих за ним этапов общественного развития первобытнообщинный строй отличался отсутствием частной собственности, классов и государства. Современные исследования первобытного общества по мнению нео-историков, отрицающих традиционную периодизацию развития человеческого общества, опровергают существование подобного общественного устройства и существование общин, общинной собственности при первобытнообщинном строе, и в дальнейшем, как закономерный итог несуществования первобытнообщинного строя — несуществование общинного сельскохозяйственного землевладения вплоть до конца XVIII века в большинстве государств мира, включая Россию, как минимум начиная с неолита.

## Периоды развития первобытного общества
В различное время предлагалась различная периодизация развития человеческого общества. Так, А. Фергюсон и затем Морган использовали периодизацию истории, включавшую три этапа: дикость, варварство и цивилизацию, причём первые две стадии были разбиты Морганом на три ступени (низшую, среднюю и высшую) каждая. На стадии дикости в человеческой деятельности господствовали охота, рыболовство и собирательство, отсутствовала частная собственность, существовало равенство. На стадии варварства появляется земледелие и скотоводство, возникает частная собственность и социальная иерархия. Третья стадия — цивилизация — связана с возникновением государства, классового общества, городов, письменности и т. д.
Морган считал наиболее ранней стадией развития человеческого общества низшую ступень дикости, начавшуюся с образованием членораздельной речи, средняя ступень дикости по его классификации начинается с применения огня и появления в рационе рыбной пищи, а высшая ступень дикости — с изобретения лука. Низшая ступень варварства по его классификации начинается с появления гончарного искусства, средняя ступень варварства — с перехода к земледелию и скотоводству, а высшая ступень варварства — с началом использования железа.
Наиболее разработанной периодизацией является археологическая, в основе которой лежит сопоставление изготовленных человеком орудий труда, их материалов, форм жилищ, захоронений и т. д. По этому принципу история человечества в основном делится на ранний древний каменный век, средний древний каменный век, поздний древний каменный век, средний каменный век, новый каменный век, поздний новый каменный век (не у всех народов), медный век (не у всех народов), бронзовый век и железный век.
В 40-е годы XX века советские учёные П. П. Ефименко, М. О. Косвен, А. И. Першиц и другие предложили системы периодизации первобытного общества, критерием которых была эволюция форм собственности, степень разделения труда, семейные отношения и т. д. В обобщённом виде такую периодизацию можно представить так:
1. эпоха первобытного стада;
2. эпоха родового строя;
3. эпоха разложения общинно-родового строя (возникновение скотоводства, плужного земледелия и обработки металлов, зарождение элементов эксплуатации и частной собственности — поздний мезолит и неолит по современной классификации).

Уже в 1980-е годы большинство учёных признали невозможность сопоставления археологической и этнографической периодизаций. В связи с этим дальнейшие разработки этнографической периодизации первобытного общества прекратились. В 1990-е годы на историческом факультете МГУ (лекторы, преподаватели кафедры этнологии Г. Е. Марков и А. А. Никишенков) сложилась трёхчастная схема подачи материала. За основу принята периодизация А. И. Першица, включающая в себя период «раннепервобытной общины», период «родовой общины ранних земледельцев» и период «соседско-большесемейной общины». При всей условности названных терминов эта дидактическая система имеет два несомненных преимущества. Во-первых, она даёт возможность разделить эпоху первобытности на три самостоятельных периода, каждый из которых имеет особенности в развитии культуры, социальных структур, норм морали и права. Во-вторых, в противоположность археологическим материалам эта трёхчастная схема легко сопоставима с этнографическими материалами. Схожие схемы изложения, без привязки к первобытности, можно найти в трудах западных социальных антропологов, например, у Маршала Салинса.
Все системы периодизации по-своему несовершенны. Существует немало примеров, когда каменные орудия палеолитической или мезолитической формы использовались у народов Дальнего Востока в XVI—XVII вв., при этом у них существовали родовое общество и развитые формы религии, семьи. В настоящее время считается, что общечеловеческая периодизация первобытного строя заканчивается на мезолите, когда культурное развитие резко ускорилось и протекало у разных народов разными темпами. Ниже приводится общепринятая в настоящее время археологическая периодизация основных этапов развития первобытного общества. При этом культуры, существовавшие одновременно, могут находиться на разных ступенях развития, в связи с чем, например, неолитические культуры могут соседствовать с халколитическими или с культурами бронзового века.
| Эпоха                            | Период в Европе            | Периодизация | Характеристика | Виды человека |
| -------------------------------- | -------------------------- | --- | --- | --- |
| Древнекаменный век, или палеолит | 2,4 млн. — 10 000 до н. э. | - Ранний (нижний) палеолит 2,4 млн. — 600 000 до н. э. - Средний палеолит 600 000—35 000 до н. э. - Поздний (верхний) палеолит 35 000—10 000 до н. э. | Время охотников и собирателей. Начало кремнёвых орудий, которые постепенно усложняются и специализируются. | Гоминиды, виды: Homo habilis, Homo erectus, Homo sapiens präsapiens, Homo heidelbergensis, в среднем палеолите Homo neanderthalensis и Homo sapiens. |
| Среднекаменный век, или мезолит  | 10 000—5000 до н. э.       | | Начинается в конце плейстоцена в Европе. Охотники и собиратели освоили высокоразвитую культуру изготовления орудий из камня и кости, также как и дальнобойное оружие — стрелу и лук. | Homo sapiens sapiens |
| Новокаменный век, или неолит     | 5000—2000 до н. э.         | - Ранний неолит - Средний неолит - Поздний неолит | Возникновение неолита связывается с неолитической революцией. К этому же времени относятся древнейшие находки керамики на Дальнем Востоке возрастом около 12 000 лет, хотя период европейского неолита начинается на Ближнем Востоке докерамическим неолитом. Появляются новые способы ведения хозяйства, вместо собирательного и охотничьего хозяйства («присваивающего») — «производящие» (земледелие, скотоводство), которые позднее распространяются и в Европу. Поздний неолит нередко переходит в следующий этап, медный век, халколит, или энеолит, без разрыва в культурной преемственности. Последний характеризуется второй производственной революцией, важнейшим признаком которой является появление металлических орудий. | Homo sapiens sapiens |
| Бронзовый век                    | 3500—800 до н. э.          | Ранняя история | Распространение металлургии позволяет получать и обрабатывать металлы: золото, медь, бронзу. Первые письменные источники в передней Азии и Эгеиде. | Homo sapiens sapiens |
| Железный век                     | с ок. 800 до н. э.         | - Ранняя история ок. 800—500 до н. э. - Античность ок. 500 до н. э. — 500 н. э. - Средние века ок. 500—1500 н. э. - Новая история с ок. 1500 н. э.    | | Homo sapiens sapiens |

### Каменный век

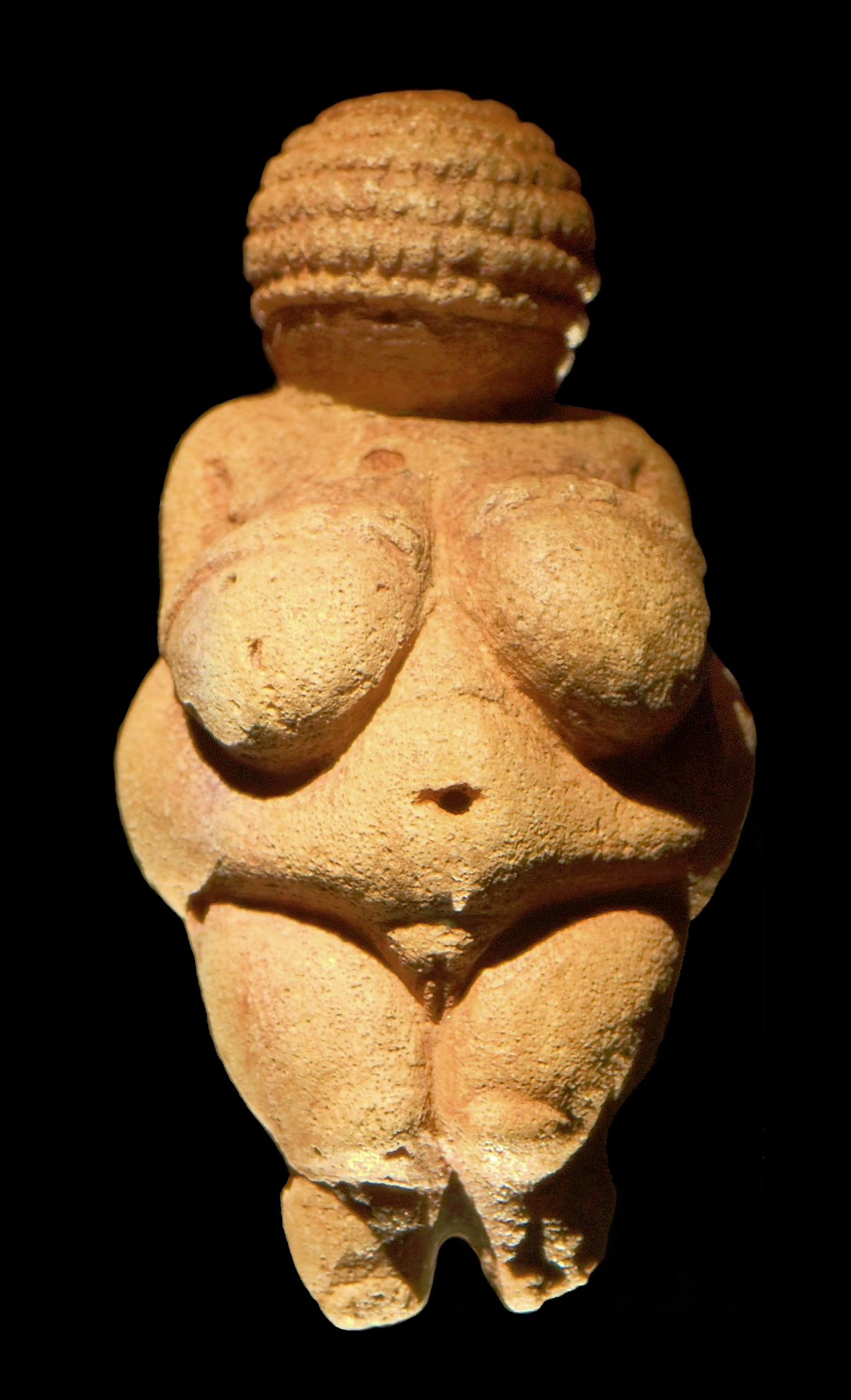
Венера Виллендорфская, 24—22 тысячи лет до нашей эры.

Ка́менный век — древнейший период в истории человечества, когда основные орудия труда и оружие изготавливались, главным образом, из камня, но употреблялось также дерево и кость. В конце каменного века распространилось использование глины (посуда, кирпичные постройки, скульптура).
Периодизация каменного века:
- Палеолит:
  - Нижний палеолит — период появления древнейших видов людей и широкого распространения Homo erectus.
  - Средний палеолит — период вытеснения эректусов эволюционно более продвинутыми видами людей, включая современного человека. В Европе в течение всего среднего палеолита господствуют неандертальцы.
  - Верхний палеолит — период господства современного вида людей на всей территории земного шара в эпоху последнего оледенения.
- Мезолит и эпипалеолит; терминология зависит от того, насколько данный регион затронуло исчезновение мегафауны в результате таяния ледника. Период характеризуется развитием техники производства каменных орудий труда и общей культуры человека. Керамика отсутствует.
- Неолит — эпоха появления сельского хозяйства. Орудия труда и оружие по-прежнему каменные, однако их производство доводится до совершенства, широко распространяется керамика.

### Медный век
Ме́дный век, медно-каменный век, халколит (др.-греч. χαλκός «медь» + др.-греч. λίθος «камень») или энеолит (лат. aeneus «медный» + др.-греч. λίθος «камень»)) — период в истории первобытного общества, переходный период от каменного века к бронзовому веку. Приблизительно охватывает период 4—3 тыс. до н. э., но на некоторых территориях существует и дольше, а на некоторых отсутствует вовсе. Чаще всего энеолит включают в бронзовый век, но иногда считают и отдельным периодом. Во времена энеолита были распространены медные орудия, но преобладали по-прежнему каменные.

### Бронзовый век

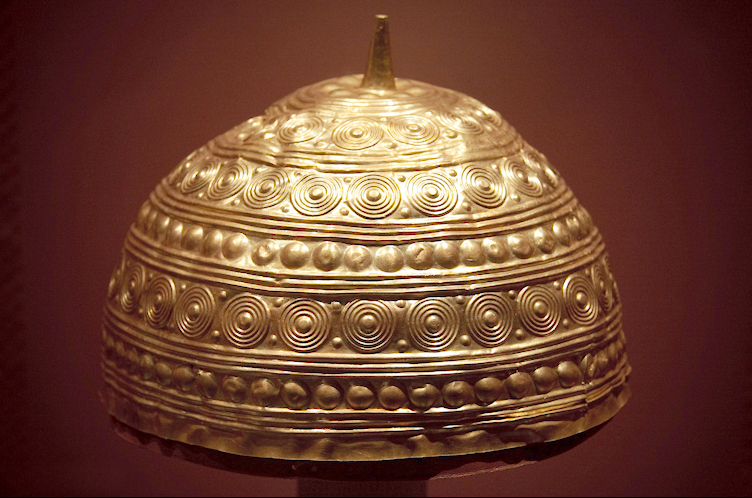
Золотой шлем, поздний бронзовый век. Культура Кастро.

Бро́нзовый век — период в истории первобытного общества, характеризующийся ведущей ролью изделий из бронзы, что было связано с улучшением обработки таких металлов как медь и олово, получаемых из рудных месторождений, и последующим получением из них бронзы. Бронзовый век является второй, поздней фазой эпохи раннего металла, сменившей медный век и предшествовавшей железному веку. В целом, хронологические рамки бронзового века: 35/33 — 13/11 вв. до н. э., но у различных культур они отличаются. В Восточном Средиземноморье конец бронзового века связан с почти синхронным разрушением всех местных цивилизаций на рубеже XIII—XII вв. до н. э., известным как бронзовый коллапс, тогда как на западе Европы переход от бронзового к железному веку затягивается ещё на несколько веков и завершается появлением первых культур античности — античной Греции и Древнего Рима.
Периоды бронзового века:
1. Ранний бронзовый век
2. Средний бронзовый век
3. Поздний бронзовый век

### Железный век

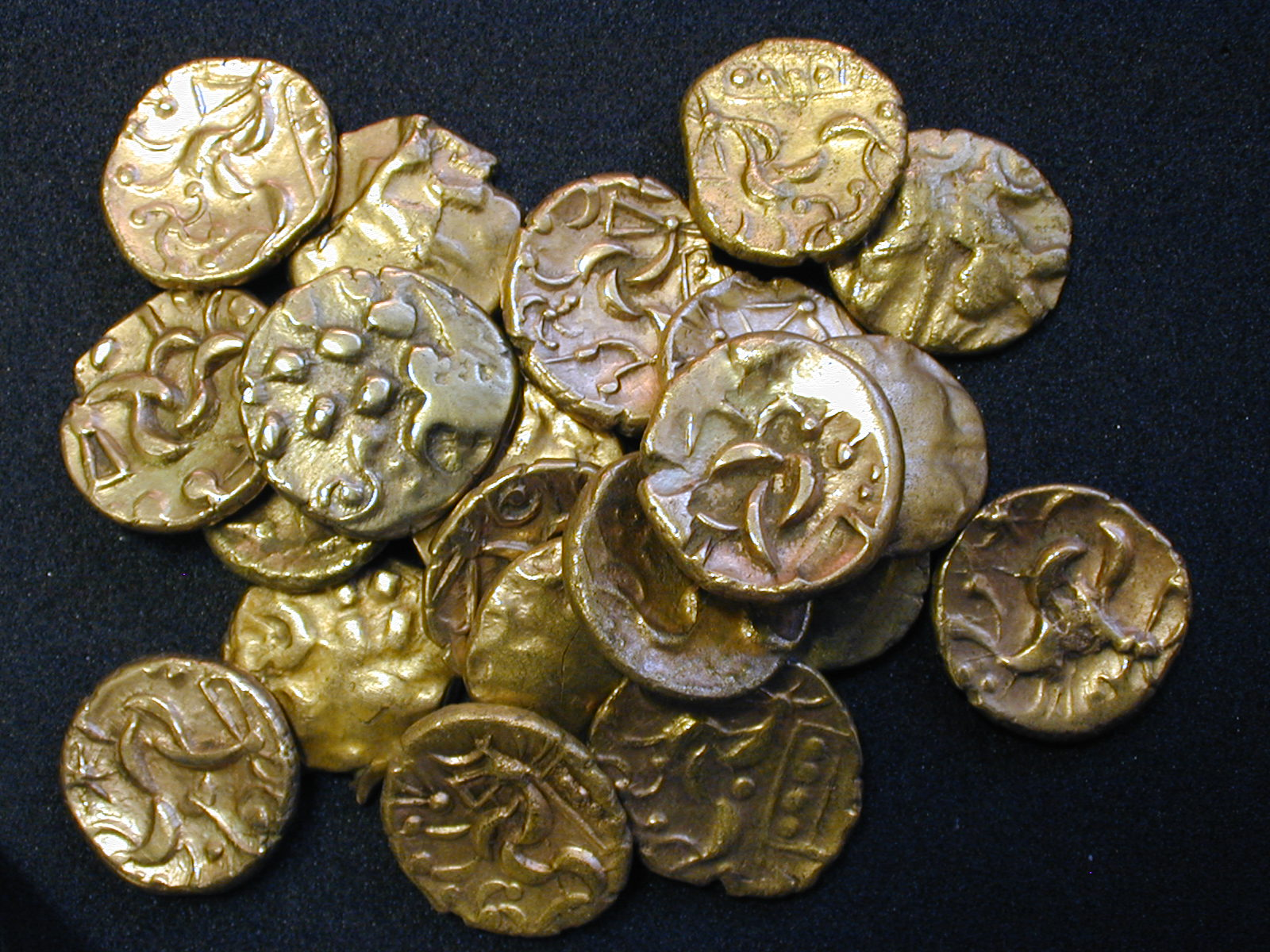
Клад монет железного века

Желе́зный век — период в истории первобытного общества, характеризующийся распространением металлургии железа и изготовлением железных орудий. У цивилизаций бронзового века выходит за рамки истории первобытного общества, у других народов цивилизация складывается в эпоху железного века.
Термин «железный век» обычно применяется к «варварским» культурам Европы, существовавшим синхронно великим цивилизациям античности (Древняя Греция, Древний Рим, Парфия). От античных культур «варваров» отличало отсутствие или редкое использование письменности, в связи с чем сведения о них дошли до нас либо по данным археологии, либо по упоминаниям в античных источниках. На территории Европы в эпоху железного века М. Б. Щукин выделял шесть «варварских миров»:
- кельты (латенская культура);
- протогерманцы (в основном ясторфская культура + юг Скандинавии);
- в основном протобалтские культуры лесной зоны (возможно, включавшие протославян);
- прото-финно-угорские и протосаамские культуры северной лесной зоны (в основном вдоль рек и озёр);
- степные ираноязычные культуры (скифы, сарматы и др.);
- пастушеско-земледельческие культуры фракийцев, даков и гетов.

## История развития общественных отношений

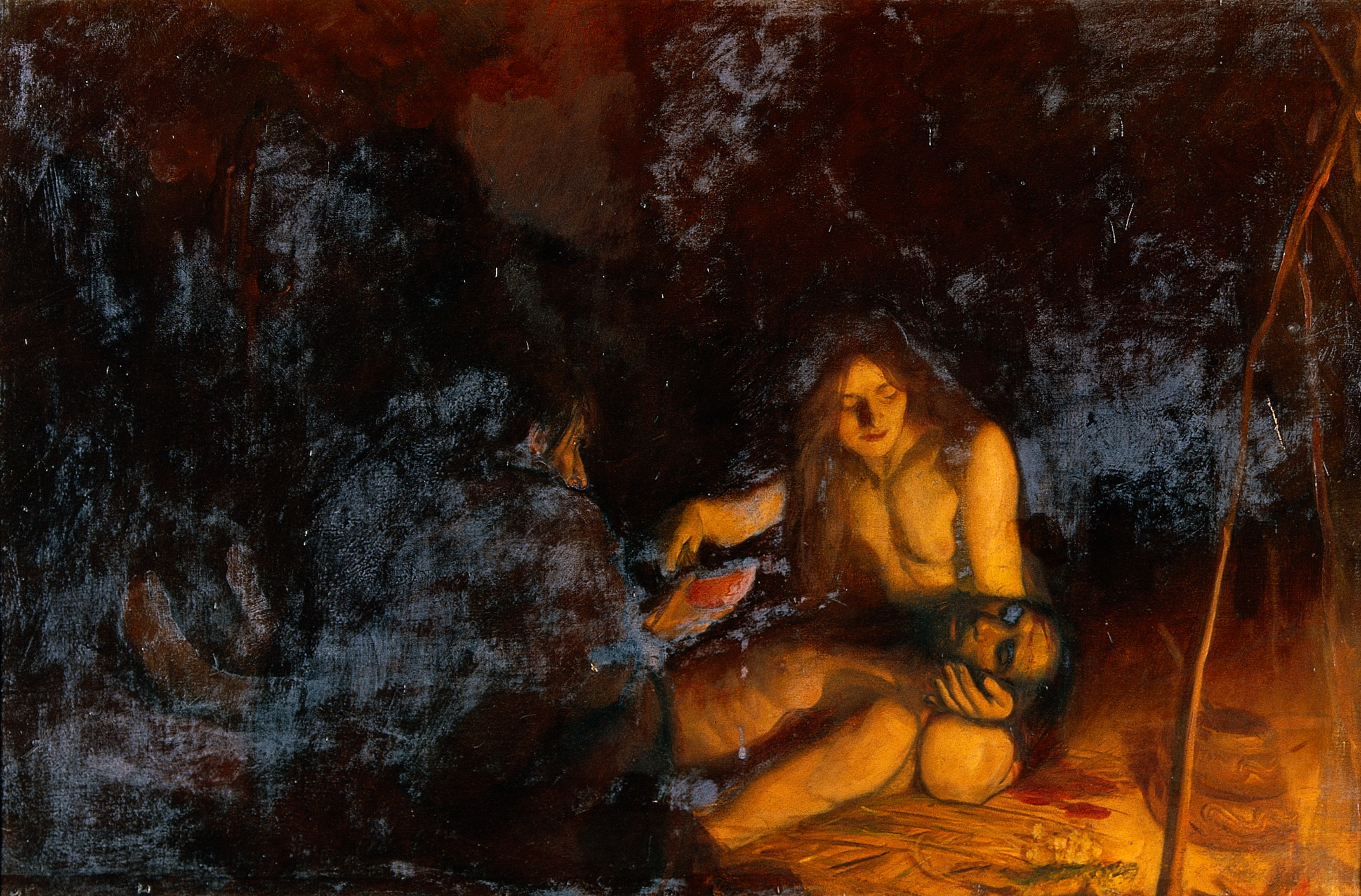
Картина Эрнеста Борда, изображающая лечение больных в первобытном обществе

Первыми орудиями труда человека были оббитый камень и палка. Люди добывали себе средства существования охотой, которую вели совместно, и собирательством. Сообщества людей были небольшими, они вели кочевой образ жизни, передвигаясь в поисках пищи. Но некоторые сообщества людей, жившие в наиболее благоприятных условиях, начали переходить к частичной оседлости.
Важнейшим этапом в развитии человека стало появление языка. Вместо сигнального языка животных, способствующего их координации на охоте, люди получили возможность выражать языком абстрактные понятия «камень вообще», «зверь вообще». Такое применение языка привело к возможности обучать потомство словами, а не только примером, планировать действия до охоты, а не во время её и т. д.
Сначала первобытные люди пользовались огнём, получаемым при пожарах, от ударов молний и т. д. Поскольку добывать огонь они ещё не умели, огонь приходилось постоянно поддерживать, но со временем первобытные люди научились добывать огонь сами (подробнее смотри статью Освоение огня древними людьми).
Считается, что люди современного анатомического облика (Homo sapiens sapiens) появились около 200 000 лет назад в Африке. Однако их внешний вид не стал причиной изменения их образа жизни по сравнению с эректусами и неандертальцами. Люди по-прежнему использовали все те же грубые каменные орудия. Но около 50 000 лет назад древняя каменная индустрия изменилась. Вместо одной-двух археологических культур, сходных на всех континентах, появилось множество разнообразных культур и артефактов. Этот переход от среднего к позднему палеолиту называют революцией позднего палеолита. Существуют разные гипотезы о причинах этой «революции». Согласно одному из наиболее популярных объяснений, этой причиной было обретение людьми языка, или, как иногда пишут, «современной формы языка», «развитого синтаксического языка».
Любая добыча делилась между всем коллективом людей. Орудия же труда, бытовая утварь, украшения находилась в пользовании отдельных людей, но хозяин вещи был обязан ею делиться, и кроме того, любой мог взять чужую вещь и пользоваться ею без спроса (пережитки этого до сих пор встречаются у отдельных народов).
В 1870 году Л. Г. Морган, изучавший на протяжении 20 лет индейские племена Запада и Северо-Запада США («Лига ирокезов», 1851), издал монографию «Системы родства и свойства человеческой семьи», где впервые развернул эскиз эволюции семейно-брачных отношений от промискуитета через разные формы группового брака к моногамии. Эти идеи американский этнограф включил в книгу «Древнее общество или исследование линий человеческого прогресса от дикости через варварство к цивилизации» (1877, русс. пер. — Л., 1933). В этом своём opus magnum Морган заложил основы изучения истории первобытного общества; представил эволюцию семейно-брачных отношений и дал образец периодизации развития человечества, который в дальнейшем сыграл значительную роль как в исторической науке, так и в философии истории. В СССР содержание книги Моргана «Древнее общество…» получило известность благодаря Энгельсу, который использовал её конспекты при написании работы «Происхождение семьи, частной собственности и государства» (1884). Как и любая значительная гипотеза, предположение Моргана о первоначальной беспорядочности половых связей (промискуитет) внутри ранних сообществ, находит своих противников. Однако попытки «дезавуировать» его на том основании, что этот тезис якобы восходит к Энгельсу, а значит — марксистский, не выдерживает критики в силу незнания оппонентами научного приоритета Л. Г. Моргана в этой концепции.
Так или иначе, неконтролируемое проявление полового инстинкта, даже когда оно не вело к открытым столкновениям между соперниками, мешало единству формирующейся общины. Подавление возможности удовлетворения полового инстинкта внутри одной праобщины заставляло её членов искать половых партнёров в других. Кроме того, близкородственное скрещивание повышает частоту гомозиготности патологических рецессивных аллелей, что увеличивает частоту врождённых болезней и пороков развития у детей. На протяжении многих поколений наши предки убедились, что дети рождаются более здоровыми, если их родители принадлежат к разным сообществам (родам). Завязывание половых отношений между членами разных праобщин сделало возможным полный запрет (табу) на половые отношения между членами каждой близкородственной праобщины (экзогамия). Так каждая праобщина превратилась в род, и на смену промискуитету пришёл групповой дуально-родовой брак. Члены родов, составлявших дуальную организацию, жили раздельно. В этих условиях человек всю жизнь принадлежал к коллективу, в котором родился, то есть к тому, к которому принадлежала его мать. Поэтому первоначальные роды были материнскими. Два или несколько ближайших родов стали объединяться в племя. Роды возглавляли старейшины.
Естественным кормильцем человека была его мать — вначале она его вскармливала своим молоком, затем вообще брала на себя обязанность обеспечивать его пищей и всем нужным для жизни. Эту пищу должны были добывать на охоте мужчины — братья матери, принадлежавшие к её роду. Так стали образовываться ячейки, состоявшие из нескольких братьев, нескольких сестёр и детей последних (см. также статью Гостевой брак). Они жили в общинных жилищах.
Лишь затем возникла парная семья — образование постоянных пар на более или менее продолжительный срок. Она превратилась в моногамную семью — пожизненное единобрачие отдельных пар. Тем не менее, на сегодняшний день не существует однозначного ответа о происхождении семьи, как и нет единой классификации форм брака, которые прослеживаются на различных этапах развития брачно-семейных отношений.
Специалисты в настоящее время в основном считают, что во времена палеолита и неолита — 50-20 тысяч лет тому назад — социальное положение женщин и мужчин было равным, хотя ранее считалось, что сначала господствовал матриархат, который, как уже отмечено выше, в условиях промискуитета и полиандрии необходим был для отслеживания родственных связей.

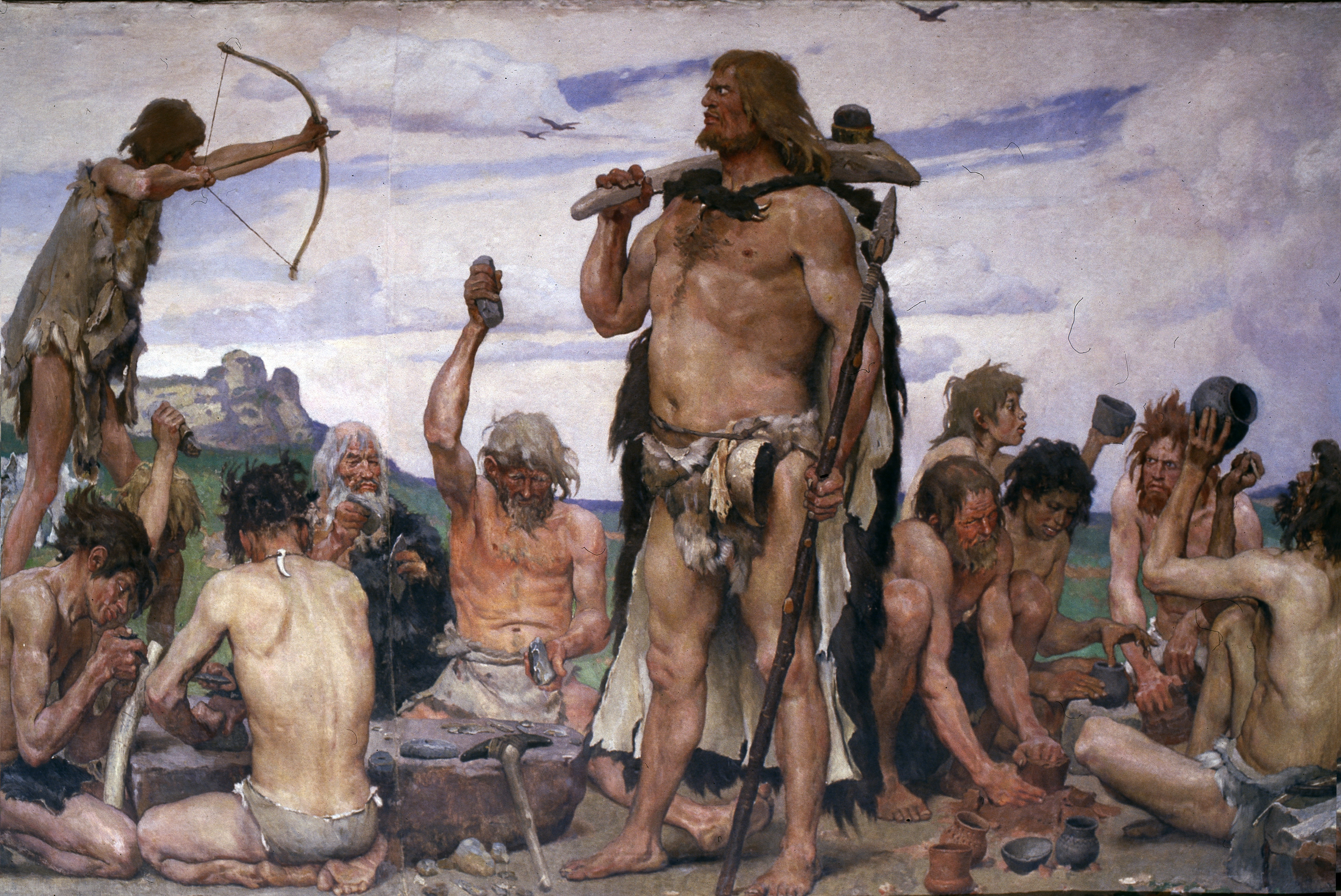
Картина Виктора Васнецова, изображающая людей каменного века

С изобретением лука охота усовершенствовалась, была приручена собака, ставшая помощником человека на охоте.
Постепенно охота привела к приручению животных — появилось первобытное животноводство. Из собирательства выросло земледелие: семена диких растений, собранных людьми и не использованных полностью, могли давать всходы около жилищ. Предполагают, что земледелие впервые зародилось в Передней Азии. Этот переход был назван неолитической революцией (X—III тысячелетия до н. э.). Результатом того, что средства к существованию стали более обеспеченными, стал существенный рост общей численности населения: на рубеже V—IV тысячелетий до н. э. на Земле уже проживало около 80 млн человек. Позже люди овладели плавкой металлов (сначала меди, затем и железа), что позволило создавать более совершенные металлические орудия труда.
Изменение экономики с чисто присваивающей на производящую привело и к изменению общества. У земледельческих племён типом поселения стала деревня, в которой проживала одна община, которая из родовой превращалась в соседскую. Большие общинные дома отошли в прошлое, и в каждом доме теперь проживала одна патриархальная семья. Собственность на землю была коллективной — внутри коллектива отдельные люди или семьи владели участками земли, которые можно было обрабатывать, но нельзя передать другому в пользование. У одних общин земельные участки ежегодно перераспределялись, у других перераспределение происходило один раз в несколько лет, у третьих, возможно, участки раздавались в пожизненное землепользование. Орудия труда, жилище, домашняя утварь, одежда, украшения, хозяйственный инвентарь находились в частной собственности, но пережитки общинного пользования сохранялись до нашего времени.
Прирост населения земледельцев и скотоводов, как правило, был выше, чем у охотников-собирателей ввиду большей продуктивности производящего хозяйства. Соответственно, та же территория могла прокормить значительно больше людей. Аграрные общины стали заполнять Землю, как ранее до этого её заполняли охотники.
Вместе с тем, новейшие археологические данные показывают, что прогресс был не во всём безусловен. Питание пастушеских племён было менее сбалансированным, чем у охотников-собирателей; сельскохозяйственный труд требовал больших трудозатрат для самообеспечения (рабочая неделя охотников-собирателей составляла около 20 часов в неделю). Как результат, средний рост людей, составлявший в доземледельческим неолите 5’10" (178 см) для мужчин и 5’6" (168 см) для женщин, снизился за несколько тысяч лет до 5’5" (165 см) и 5’1" (155 см) соответственно, и вернулся к прежним величинам только в последние 100 лет. После неолитической революции люди стали больше страдать анемией и недостатком витаминов; участились деформации позвоночника и болезни зубов.
Важным элементом общественной организации были мужские союзы. Мужская часть общины выбирала вождя из числа мужчин, которые выделялись из общей массы личными талантами, знаниями, богатством и щедростью. Сначала такие люди (так называемые бигмены) были влиятельны благодаря своим личным качествам, а затем власть вождей стала передаваться по наследству. Результатом этих процессов стало появление привилегированных слоёв общества — вождей, жрецов, а также наиболее удачливых в хозяйственной деятельности. Возникло имущественное неравенство. Вожди начали требовать приношений себе от рядовых общинников. Появилась племенная знать. Захваченные в войнах между племенами пленные становились рабами.
Сначала соседние роды и племена обменивались тем, что им давала природа: солью, редкими камнями и т. п. Дарами обменивались как целые общины, так и отдельные люди; это явление получило название дарообмена. Одной из его разновидностей был «немой обмен». Затем выделились племена земледельцев, скотоводов и тех, кто вёл земледельческо-скотоводческое хозяйство, и между племенами с разной хозяйственной ориентацией, а впоследствии и внутри племён, развивался обмен продуктами их труда.
Некоторые исследователи полагают, что племена охотников, не принявшие аграрного образа жизни, начали «охотиться» на крестьянские общины, отнимая еду и имущество. Так сложилась дуальная система производящих сельских общин и грабящих их дружин бывших охотников. Вожди — предводители охотников постепенно перешли от набегового грабежа крестьян к регулярным регламентированным поборам (дани). Для самозащиты и защиты подданных от набегов конкурентов строились укреплённые города. Последним этапом догосударственного развития общества стала так называемая военная демократия.
Стали возникать вождества — политические единицы, включающие в себя несколько деревень или общин, объединённых под постоянной властью верховного вождя. Племена стали объединяться в союзы племён, которые постепенно стали преобразовываться в народности. Народности росли за счёт естественного прироста населения, за счёт дальнейшего объединения с соседними племенами и за счёт завоеваний чужих земель и покорения других племён и народностей.
Скорее всего, именно так возникли первые государства в Месопотамии, Древнем Египте и Древней Индии в конце 4 — начале 3 тысячелетия до н. э.
Но целый ряд племён продолжал жить родовым строем ещё очень продолжительное время. Даже в настоящее время существуют такие племена (смотри статью Неконтактные народы).

## Власть и социальные нормы в первобытном обществе
Первые формы институтов власти и первые общеобязательные нормы поведения сформировались уже на первобытной стадии развития общества. Для этого периода характерно отсутствие политической власти и государственных институтов (см. История демократии). Социальные нормы в этот период носят характер обычаев, традиций, обрядов и табу (см. Традиционное общество). В науке вопрос о том, можно ли считать данные социальные нормы правом или протоправом, является дискуссионным.

## Появление религии

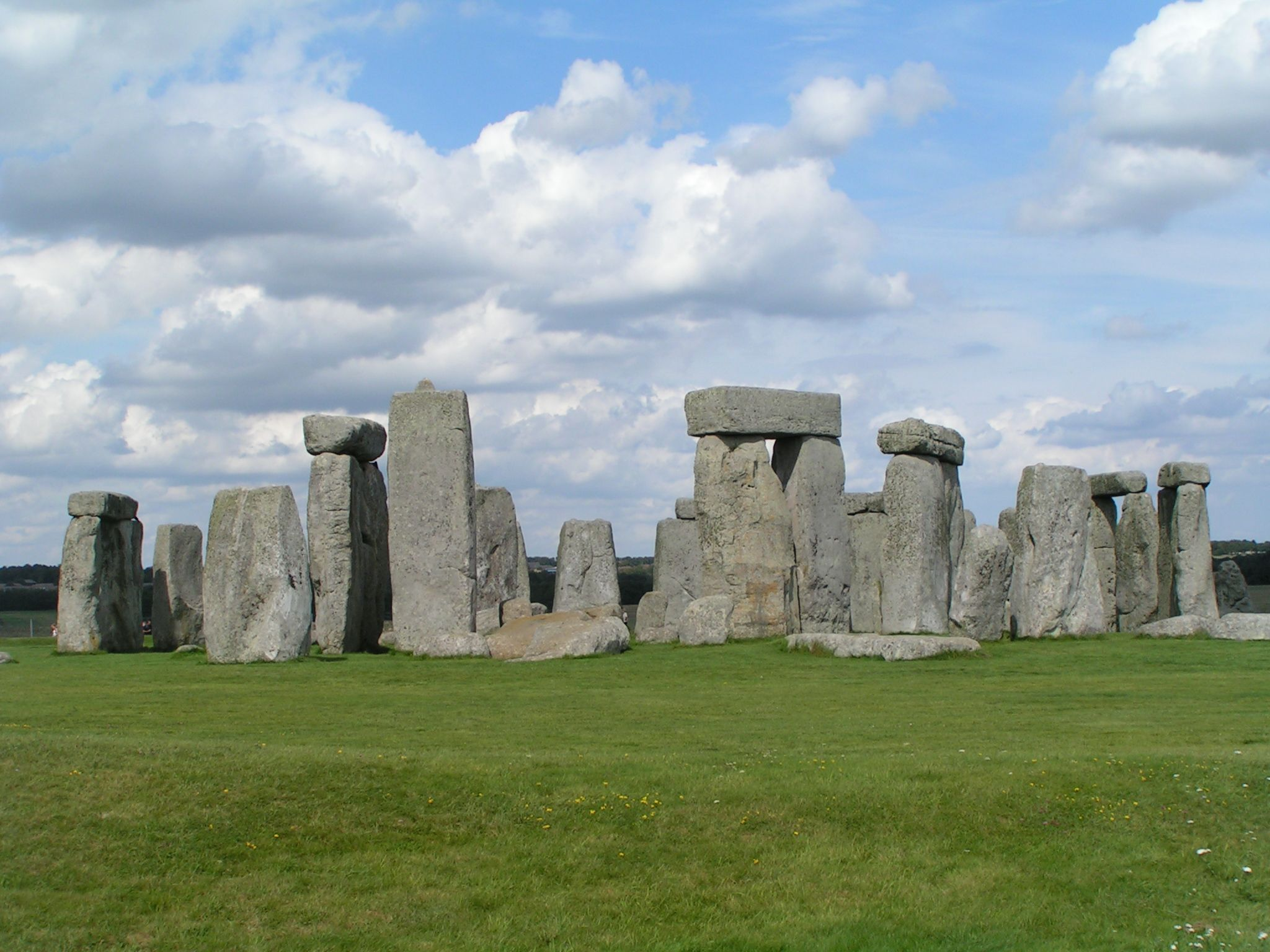
Мегалитическое сооружение «Стоунхендж»

С точки зрения известного эволюциониста и популяризатора научного атеизма Р. Докинза, изложенной в книге «Иллюзия бога», религия представляется как побочный продукт какого-то социально-полезного явления, обладающий признаками «психического вируса».
В марксизме считается, что корнем религии является реальное практическое бессилие человека, проявляющееся в его повседневной жизни, выражающееся в том, что он не может самостоятельно обеспечить успеха своей деятельности.
Согласно представлениям концепции «дорелигиозного периода», в истории человечества существовал период, когда не было никаких религиозных представлений. Впоследствии в силу тех или иных причин у людей возникли религиозные верования.
С эпохи неолита возникают сложные религиозные культы. Религиозные убеждения в этот период обычно состояли в поклонении Небесной матери, Небесному отцу, Солнцу и Луне как божествам (см. также Культ солнца). Характерной для неолита была тенденция поклонения антропоморфным божествам.
У первобытных племён не было специальных служителей культа; религиозно-магические обряды совершались преимущественно главами родовых групп от имени всего рода либо людьми, по личным качествам снискавшими репутацию знающих приёмы воздействия на мир духов и богов (знахари, шаманы и т. п.). С развитием социальной дифференциацией выделяются профессионалы-жрецы, присваивающие себе исключительное право общения с духами и богами.

## Комментарии
1. ↑  См. месоамериканская хронология, хронология Северной Америки, доколумбова хронология Перу. В качестве источников о доисторических временах культур, до последнего времени лишённых письменности, могут быть устные предания, передававшиеся из поколения в поколение